# Будзейовиці (Малопольське воєводство)
Будзейовиці (пол. Budziejowice) — село в Польщі, у гміні Конюша Прошовицького повіту Малопольського воєводства.
Населення — 46 осіб (2011).
У 1975-1998 роках село належало до Краківського воєводства.

## Демографія
Демографічна структура станом на 31 березня 2011 року:
|          | Загалом | Допрацездатний вік | Працездатний вік | Постпрацездатний вік |
| -------- | ------- | ------------------ | ---------------- | -------------------- |
| Чоловіки | 26      | 5                  | 18               | 3                    |
| Жінки    | 20      | 3                  | 13               | 4                    |
| Разом    | 46      | 8                  | 31               | 7                    |